# West Brattleboro
West Brattleboro – jednostka osadnicza w Stanach Zjednoczonych, w stanie Vermont, w hrabstwie Windham.